# Súria
Súria est une commune de la comarque de Bages (province de Barcelone, Catalogne, Espagne).